# Posto de quantificadores
Na lógica matemática, o posto de quantificadores de uma fórmula é a profundidade do aninhamento de seus quantificadores, desempenhando um papel essencial na teoria de modelos.

Note que o posto de quantificadores é uma propriedade da própria fórmula (como a expressão em uma linguagem). Assim, duas fórmulas equivalentes podem ter diferentes postos, quando elas expressam duas coisas iguais porém de maneira diferente.

## Definição
Posto de Quantificadores em uma fórmula da Lógica de Primeira Ordem (FO, do inglês First-order language). 

Suponha que φ seja uma fórmula da Lógica de Primeira Ordem. O posto do quantificador de φ, escrito por pq(φ) é definido como
- {\displaystyle pq(\varphi )=0}, se φ for atómico.
- {\displaystyle pq(\varphi _{1}\land \varphi _{2})=pq(\varphi _{1}\lor \varphi _{2})=max(pq(\varphi _{1}),pq(\varphi _{2}))}.
- {\displaystyle pq(\lnot \varphi )=pq(\varphi )}.
- {\displaystyle pq(\exists _{x}\varphi )=pq(\varphi )+1}.

Observação
- Escrevemos FO[n] para o conjunto de todas fórmulas φ da Lógica de Primeira Ordem com {\displaystyle pq(\varphi )\leq n}.
- FO[n] relacionais (sem símbolos de função) são sempre de tamanho finito, isto é, contém um número finito de fórmulas.
- Note que na Forma Normal Prenex o posto do quantificador de φ é exatamente o número de quantificadores que aparecem em φ.

## Exemplos
- Uma sentença com posto de quantificador igual a 2:

∀x∃y R(x, y)
- Uma fórmula com posto de quantificador igual a 1:

∀x R(y, x) ∧ ∃x R(x, y)
- Uma fórmula com posto de quantificador igual a 0:

R(x, y) ∧ x ≠ y
- Uma fómula na Forma Normal Prenex com posto de quantificador igual a 3:

{\displaystyle \forall x\exists y\exists z((\lnot x=y)\land xRy)\land ((\lnot x=z)\land zRx)}
- Uma fórmula com posto de quantificador igual a 2:

{\displaystyle \forall x(\exists y((\lnot x=y)\land xRy))\land (\exists z((\lnot x=z)\land zRx))}